# العلاقات الباكستانية الماليزية
تشير العلاقات الماليزية الباكستانية إلى العلاقات الخارجية ثنائية التعاون بين البلدين: ماليزيا والباكستان. كانت المندوبية السامية لباكستان (سفارتها) في كوالالمبور، والمندوبية السامية لماليزيا في إسلام آباد. كلا البلدين عضو في دول الكومنولث ومنظمة التعاون الإسلامي.

## تاريخها
وطدت باكستان وماليزيا علاقتهما الدبلوماسية في عام 1957 بعد استقلال الأخيرة. في البداية، كانت المندوبية السامية لماليزيا تقع في كراتشي، والتي كانت عاصمة باكستان آنذاك. في الخامس من أكتوبر 1965، قطعت باكستان الروابط الدبلوماسية مع ماليزيا عندما انحاز مبعوث ماليزي في مجلس الأمن التابع للأمم المتحدة (والذي انتُخبت ماليزيا إليه في عام 1965) في الحرب الهندية الباكستانية من أجل كشمير. قال وزير الخارجية الباكستاني ذو الفقار علي بوتو إن ماليزيا قد اتخذت موقفًا غير أخلاقي، وتعدّت على ترابط العالم الإفريقي الأمريكي. رفضت الحكومة الماليزية أي إشارة باكستانية إلى أن ماليزيا قد اتخذت جانب الهند في النزاع، وأرسلت مذكرة إلى المندوبية السامية الباكستانية في كوالالمبور مفادها أن ماليزيا لم تُسِئ لأمة مسلمة شقيقة، واعترضت على ادعاء باكستاني يقول إن باكستان حاولت التوسط في النزاع الماليزي الإندونيسي.
بعد ذلك بفترة وجيزة، اتهمت ماليزيا باكستان بالانخراط في «نمط خبيث من التآمر مع الصين وإندونيسيا ضد ماليزيا». قال رئيس الوزراء الماليزي تونكو عبد الرحمن، متحدثًا بعد اجتماع لمجلس الوزراء: «كنتُ أعرفُ منذ زمن بعيد أن هذا آت، ولا سيما بسبب السلوك الغريب للسيد بوتو. كان السيد بوتو قد أعطى عذرًا ضعيفًا للانفصال عن ماليزيا وما يدهشني هو أنهم لم يقطعوا العلاقات مع الهند، الدولة التي هم في حالة حرب معها». بعد انقطاع دام أحد عشر شهرًا، استؤنفت العلاقات بمساعدة إيران. وقتما كانت العلاقات عادية، صارت باكستان داعمة لاتحاد ماليزيا الذي رفض عدم ضم بروناي وخروج سنغافورة من الاتحاد الماليزي، ولم تُقم باكستان علاقات مع تلك الدول إلا عندما فعلت ماليزيا ذلك. في عام 1968، انتقلت المندوبية العليا لماليزيا إلى إسلام آباد، العاصمة الجديدة. في الثاني من أكتوبر 2005، أكد رئيس الوزراء الماليزي عبد الله أحمد بدوي لرئيس الوزراء الباكستاني شوكت عزيز في لقاء استمر مدة ساعة أن ماليزيا ستدعم محاولة باكستان للحصول على شريك حوار كامل لرابطة دول جنوب شرق آسيا (أسيان).

## العلاقات الدبلوماسية
في 21 نوفمبر 2018، اتفقت ماليزيا وباكستان على إجراء مشاورات ثنائية بين كبار المسؤولين في وزارتي خارجية البلدين.

## العلاقات الاقتصادية
في عام 1986، صدرت ماليزيا ما قيمته 515.5 مليون دولار أمريكي من البضائع لباكستان كان معظمها زيت النخيل، في حين كانت صادرات باكستان لماليزيا بقيمة 31.1 مليون دولار أمريكي فقط. وبالتالي، صرحت باكستان أنها ترغب باستكشاف المزيد من المشاريع المشتركة مع الشركات الماليزية. ثمة ميثاق تجاري وثقافي بين البلدين، يجري بموجبه استيراد البضائع المختلفة وتصديرها على نطاق واسع إلى حد ما. زار الرئيس الباكستاني برفقة رئيس وزرائه وغيرهم من كبار المسؤولين ماليزيا عدة مرات وزار المسؤولون الماليزيون باكستان تعبيرًا عن حسن النية أيضًا. وقعت ماليزيا وباكستان اتفاقية تجارة حرة سُميت اتفاقية الشراكة الاقتصادية الماليزية الباكستانية الأدنى (إم بّي سي إي بّي أيه) في يناير 2008.
باكستان وماليزيا مرتبطتان عبر النقل الجوي. تجري الخطوط الجوية الباكستانية الكثير من الرحلات الجوية من كراتشي ولاهور وبيشاور إلى كوالالمبور.

## مقارنة بين البلدين
هذه مقارنة عامة ومرجعية للدولتين:
| وجه المقارنة                                              | باكستان                     | ماليزيا       |
| --------------------------------------------------------- | --------------------------- | ------------- |
| المساحة (كم2)                                             | 881.91 ألف                  | 330.29 ألف    |
| عدد السكان (نسمة)                                         | 197.02 مليون                | 31.62 مليون   |
| الكثافة السكانية (ن./كم²)                                 | 223.4                       | 95.73         |
| العاصمة                                                   | إسلام آباد                  | كوالالمبور    |
| اللغة الرسمية                                             | لغة إنجليزية، اللغة الأردية | لغة ماليزية   |
| العملة                                                    | روبية باكستانية             | رينغيت ماليزي |
| الناتج المحلي الإجمالي (بليون دولار)                      | 304.95 مليار                | 314.50 مليار  |
| الناتج المحلي الإجمالي (تعادل القوة الشرائية) بليون دولار | 946.67 مليار                | 817.43 مليار  |
| الناتج المحلي الإجمالي الاسمي للفرد دولار أمريكي          | 1.43 ألف                    | 9.77 ألف      |
| الناتج المحلي الإجمالي للفرد دولار أمريكي                 | 4.81 ألف                    | 25.64 ألف     |
| مؤشر التنمية البشرية                                      | 0.538                       | 0.779         |
| رمز المكالمات الدولي                                      | +92                         | +60           |
| رمز الإنترنت                                              | .pk                         | .my           |
| المنطقة الزمنية                                           | ت ع م+05:00                 | ت ع م+08:00   |

## مدن متوأمة
في ما يلي قائمة باتفاقيات التوأمة بين مدن باكستانية وماليزية:
- ترتبط كراتشي مع كوالالمبور باتفاقية توأمة منذ 1984.

## منظمات دولية مشتركة
يشترك البلدان في عضوية مجموعة من المنظمات الدولية، منها:
| علم المنظمة | اسم المنظمة                               | تاريخ انضمام باكستان | تاريخ انضمام ماليزيا |
| ----------- | ----------------------------------------- | -------------------- | -------------------- |
|             | بنك التنمية الآسيوي                       | 1966                 | 1966                 |
|             | وكالة ضمان الاستثمار متعدد الأطراف        | 12 أبريل 1988        | 6 ديسمبر 1991        |
|             | الأمم المتحدة                             | 30 سبتمبر 1947       | 17 سبتمبر 1957       |
|             | دول الكومنولث                             | ?                    | ?                    |
|             | الفريق المعني برصد الأرض                  | ?                    | ?                    |
|             | منظمة التعاون الإسلامي                    | ?                    | ?                    |
|             | منظمة حظر الأسلحة الكيميائية              | ?                    | ?                    |
|             | منظمة التجارة العالمية                    | ?                    | ?                    |
|             | منظمة الشرطة الجنائية الدولية             | ?                    | ?                    |
|             | يونسكو                                    | 14 سبتمبر 1949       | 16 يونيو 1958        |
|             | الاتحاد البريدي العالمي                   | ?                    | ?                    |
|             | البنك الدولي للإنشاء والتعمير             | 11 يوليو 1950        | 7 مارس 1958          |
|             | منتدى آسيان الإقليمي ‏                     | ?                    | ?                    |
|             | المنظمة الهيدروغرافية الدولية             | ?                    | ?                    |
|             | الاتحاد الدولي للاتصالات                  | 26 أغسطس 1947        | 3 فبراير 1958        |
|             | مؤسسة التمويل الدولية                     | 20 يوليو 1956        | 20 مارس 1958         |
|             | المركز الدولي لتسوية المنازعات الاستشارية | 15 أكتوبر 1966       | 14 أكتوبر 1966       |

## أعلام
هذه قائمة لبعض الشخصيات التي تربطها علاقات بالبلدين:
- شمسول يوسف (مخرج أفلام ماليزي، 21 مايو 1984 – )

## وصلات خارجية
- موقع وزارة الخارجية الباكستانية
- موقع وزارة الخارجية الماليزية